# Mydaea winnemana
Mydaea winnemana este o specie de muște din genul Mydaea, familia Muscidae, descrisă de Malloch în anul 1919. Conform Catalogue of Life specia Mydaea winnemana nu are subspecii cunoscute.